# Cistercium (Zeitschrift)
Cistercium ist eine wissenschaftliche Zeitschrift des Trappistenordens.  Sie wurde 1941 gegründet und erschien von 1949 bis 2007 vierteljährlich. Seit 2008 wird sie halbjährlich in spanischer Sprache herausgegeben.
Die Zeitschrift steht unter der Trägerschaft der spanischen Trappistenkongregation, die Leitung ist der kantabrischen Abtei Santa María de Viaceli anvertraut. Zurzeit fungiert Francesco R. de Pascual als Direktor. Die behandelten Themen umfassen die Bereiche Geschichte, Kunst und Spiritualität des Mönchtums und seiner Traditionen; darüber hinaus werden auch andere allgemein mystisch-kontemplative und religiöse Themen und Aspekte behandelt. Aktuelle Forschungsschwerpunkte liegen auf dem Leben des christlichen Mystikers und Trappistenpaters Thomas Merton und der 19 während des spanischen Bürgerkriegs umgekommenen Märtyrer von Viaceli.
Die Homepage der Zeitschrift bietet ein Kompendium der wichtigsten Artikel. Zudem ist ein Generalindex aller Ausgaben bis 2008 erschienen.